# Darreh Garm
Darreh Garm (persiska: درّه گرم, دَرِّه) är en ort i Iran.   Den ligger i provinsen Markazi, i den centrala delen av landet, 270 km sydväst om huvudstaden Teheran. Darreh Garm ligger 2 123 meter över havet och antalet invånare är 226.
Terrängen runt Darreh Garm är kuperad åt nordost, men åt sydväst är den platt.Runt Darreh Garm är det ganska glesbefolkat, med 48 invånare per kvadratkilometer. Närmaste större samhälle är Bāzneh, 19,4 km nordväst om Darreh Garm. Trakten runt Darreh Garm består i huvudsak av gräsmarker.